# Západní filozofie

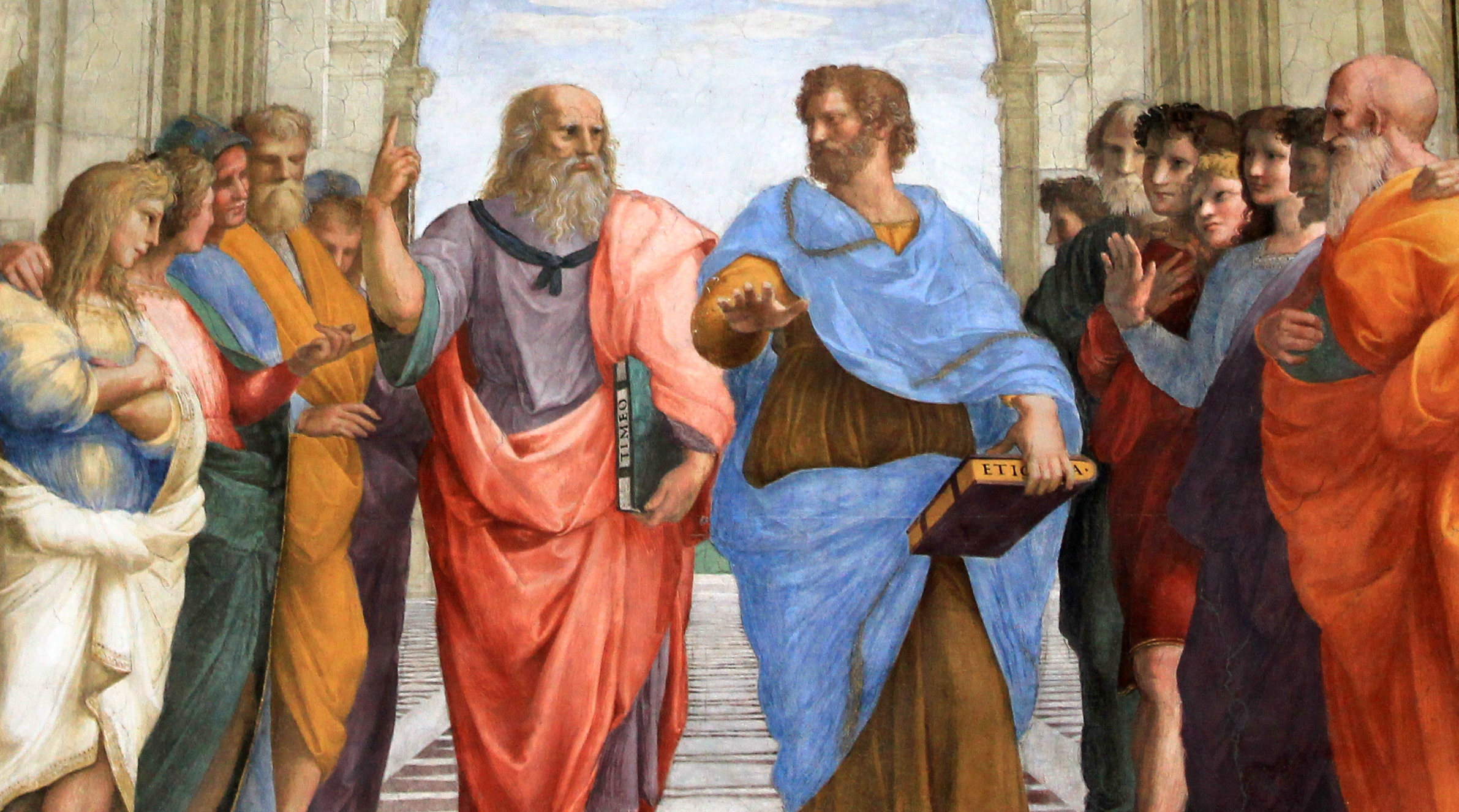
Sókratés a Platón na Rafaelově obrazu

Západní filozofie je tradice myšlení, která počíná starořeckou filozofií, jež sám pojem filozofie ("lásky k moudrosti") ustavila, dále je pak do kategorie počítána raná křesťanská filozofie (resp. teologie) a myšlenkové směry, které se od středověku rozvíjejí v Evropě a Severní Americe (případně Austrálii). Do západní filozofie se obvykle nezahrnuje arabská islámská filozofie (falsafa), byť se od počátku vyvíjela v interakci s evropskou. Pojem je vyhraněn vůči pojmu východní filozofie, který sdružuje především asijské myšlenkové směry, jež nepramení ve starověkém Řecku a u nichž existuje nejasnější hranice s náboženstvím (čínský konfucianismus, čínský taoismus, indická filozofie, japonská filozofie, korejská filozofie apod.).
Západní filozofie je někdy označována za základ tzv. Západního kánonu a za jeden z definičních prvků Západního světa vůbec. Pojem se užívá zvláště tehdy, chce-li se zdůraznit odlišnost západního myšlení od východního, tedy důraz na individualitu a hodnotu jedince versus kolektivismus, hledání pravdy versus hledání rovnováhy apod. V rámci postmoderní západní filozofie existuje i proud, který samotné základy západní filozofie napadá a obviňuje je ze zapříčinění různých zločinů západní civilizace.
Za synonyma pojmu západní filozofie lze považovat pojmy evropská filozofie, euroamerická filozofie, filozofie západní civilizace, západní myšlení nebo filozofie bílého muže. K vývoji tohoto proudu myšlení viz Dějiny západní filozofie.
Za klíčové západní filozofy jsou považováni Pythagoras, Sókratés, Platón, Aristotelés, sv. Augustýn, Tomáš Akvinský, René Descartes, Voltaire, Jean-Jacques Rousseau, Georg Wilhelm Friedrich Hegel, Immanuel Kant, Friedrich Nietzsche, Henri Bergson, Ludwig Wittgenstein, Martin Heidegger nebo Jean-Paul Sartre. Je-li míněn pojem v širším smyslu, tedy spíše jako západní myšlení (obzvláště v pohledu zvenčí, z mimoevropských civilizací), obvykle jsou za klíčové západní filozofy (ve smyslu myslitele) též považováni autoři, kteří nebyli profesionálními filozofy (tento pojem je ostatně legitimní nejdříve od 17. století), ale spíše ustavovali disciplíny z filozofie vzešlé (Adam Smith, Max Weber, Karel Marx, Sigmund Freud, Niccolò Machiavelli, Claude Lévi-Strauss). K hlavním školám patří presokratici, pythagorejství, platonismus, aristotelismus, atomismus, kynismus, stoicismus, epikurejství, sofistika, novoplatonismus, patristika, scholastika, tomismus, humanismus, karteziánství, osvícenství, utilitarismus, německý idealismus, pozitivismus, pragmatismus, fenomenologie, strukturalismus, analytická filozofie, marxismus, psychoanalýza, feminismus, hermeneutika, existencialismus nebo poststrukturalismus.
Základními spory západní filozofie jsou tradičně idealismus versus materialismus, realismus versus nominalismus nebo ontologie (metafyzika) versus zaměření na hmotný svět a konkrétní lidské jednání. Západní filozofie byla silně ovlivněna křesťanským náboženstvím a v určité fázi se vyvíjela v úzké součinnosti s ním, stejně tak se vyvíjela v interakci s významnými politicko-filozofickými směry, jako byl liberalismus, socialismus, anarchismus nebo nacionalismus, a ovšem také s uměním.